# Багдадський планетарій
Багдадський планетарій (араб. القبة الفلكية البغدادي) — колишній планетарій в Іраку, який працював з 1979 по 2003 рік. Був розташований у Багдаді у парку аз-Завраа, недалеко від Центрального залізничного вокзалу Багдада.

## Історія

### Передісторія
Плани побудови планетарію в Багдаді виникли ще в період Іракського Королівства під час розробки плану Великого Багдада. Серед людей, яких король Фейсал II запросив для розробки планів, був американський архітектор Френк Ллойд Райт, який спроєктував для Великого Багдада кілька культурних будівель, серед яких планетарій. Він мав бути розташований на острові поруч із Оперним театром, грандіозним ісламським базаром і пам'ятником аббасидському халіфу Гаруну ар-Рашиду. Однак ці плани так і не були реалізовані через державний переворот 1958 року, коли іракську монархію повалили, а короля Фейсала II вбили. Новий іракський уряд, створений Абделем Керімом Касемом, не мав інтересу до продовження проєкту.

### Заснування
Планетарій був побудований і відкритий в 1979 році під керівництвом тодішнього президента Іраку Саддама Хусейна. Він вважався одним із найважливіших астрономічних центрів Іраку, а також важливою пам'яткою Багдада за своєю архітектурою, місцем розташування та просвітницкою роллю. Це був перший планетарій на Близькому Сході.
Будівля містила багато астрономічних приладів і обладнання, однак в 1991 році під час першої війни в Перській затоці будівлю пограбували, а багато обладнання знищили. Влада відновила планетварій, і він знову запрацював. Однак після вторгнення США в Ірак у 2003 році планетарій зазнав ще більшого вандалізму й розграбування, а потім пожежі. Після цього планетарій закрили, і його будівля залишилася покинутою. У 2011 році Міністерство молоді та спорту спробувало запустити проєкт реконструкції планетарію, однак він так і не був реалізований.